# 퓨리오사AI
주식회사 퓨리오사AI(영어: Furiosa AI)는 AI 연산 최적화 반도체를 설계 및 개발하는 대한민국의 팹리스 기업이다.

## 연혁
- 2017년 삼성전자와 AMD 출신 엔지니어들이 주축이 되어 설립[4]
- 2017년 네이버의 지원을 받아 시드 펀딩[5]
- 2019년 시리즈 A 자금 조달[출처 필요]
- 2021년 시리즈 B 자금 조달[출처 필요]

## 제품
- 워보이: 2021년 출시한 첫 번째 AI 반도체[6]
- 레니게이드: 2024년 8월 공개한 차세대 AI 반도체, 엔비디아의 범용 칩(L40S) 대비 최대 60% 이상의 전성비(전력 대비 효율) 보유[7]